# Athetis perochracea
Athetis perochracea là một loài bướm đêm trong họ Noctuidae.